# جيمس سنكلير
جيمس سنكلير هو سياسي كندي، ولد في 26 مايو 1908 في المملكة المتحدة، وتوفي في 7 فبراير 1984 في فانكوفر الغربية في كندا. حزبياً، نشط في الحزب الليبرالي الكندي. وقد انتخب عضو مجلس العموم الكندي.